# Camellia pleurocarpa
Camellia pleurocarpa är en tvåhjärtbladig växtart som först beskrevs av François Gagnepain, och fick sitt nu gällande namn av Joseph Robert Sealy. Camellia pleurocarpa ingår i släktet Camellia och familjen Theaceae. Inga underarter finns listade i Catalogue of Life.